# Gmina Osieck
Die Gmina Osieck ist eine Stadt-und-Land-Gemeinde (gmina miejsko-wiejska) im Powiat Otwocki der Woiwodschaft Masowien in Polen. Ihr Sitz ist die gleichnamige Stadt mit etwa 930 Einwohnern.

## Geschichte
Auf Gemeindegebiet ereignete sich am 4. Juni 1981 der Eisenbahnunfall von Osieck mit 25 Todesopfern. Zum 1. Januar 2024 erhielt Osieck sein 1870 entzogenes Stadtrecht zurück, wodurch die Gemeinde von einer gmina wiejska (Landgemeinde) zu einer gmina miejsko-wiejska wurde.

## Gliederung
Zur Stadt-und-Land-Gemeinde Osieck gehören folgende 29 Ortschaften mit einem Schulzenamt:
Augustówka
Czarnowiec
Górki
Grabianka
Lipiny
Natolin
Nowe Kościeliska
Osieck
Pogorzel
Rudnik
Sobienki
Stare Kościeliska
Wójtowizna
Weitere Orte der Gemeinde sind Kolonia Pogorzel, Osieck pod Górą, Osieck pod Grabinką und Pod Rudnikiem.